# 藤田愛理
藤田 愛理（ふじた あいり、2002年5月24日 - ）は、日本の元タレント、元アイドルである。CROWN POPの元メンバー。スターダストプロモーションに所属していた。

## 人物
- CROWN POPの新メンバーオーディションを受けたのは、メンバーの田中咲帆と同じダンススタジオに通っていたのがきっかけ[1]。
- 趣味は歌を歌うこと、暗記をすること。特技はダンス、バスケットボール、ゴルフ[2]。得意なダンスジャンルはヒップホップ。
- 愛称は「あいたん」。ファンの公募によって選ばれた[3]。他に「愛理ちゃん」など[4]。
- 猫（アメリカンショートヘア）を飼っており、名前は「チビ」[5]。
- 憧れ・目標とする人に母親をあげている[6]。
- ディズニーランド・シーが好き。講談社のムック『I LOVE 東京ディズニーリゾート 2020』に掲載されたこともある。
- 喜怒哀楽がハッキリとしていて、感情の振れ幅が大きい[7]。
- お菓子を食べるのが好き。地方へ遠征に行く前にはメンバーの田中咲帆と2人でお菓子を買いに行き、遠足みたいにたくさん持ってくるという[8]。
- お菓子を手作りすることもあり、自身のインスタグラムでもたびたび披露している。高校では月イチで昼休みにお菓子交換会を行っていた[6]。
- スタコミュ「もちもちくらぶ」部長。
- ハッシュタグ「#クラポかわいい」に関連して、田中咲帆と2人で（田中が）食べたことのない「もんじゃ焼き」を食べに行き、田中が猫舌なのにもんじゃ焼きを食べ「あつっ」と言ったのをかわいいエピソードとして紹介した[8]。
- 田中咲帆とは同い年というのもあってメンバーの中で一緒にいる時間が1番長いという[9]。
- 藤田について、三田美吹は「（略）すごく明るくニコニコしているときもあれば、「大丈夫かな？」って心配になるぐらい落ち込んでいるときもあって。感情が分かりやすいですし、そうやって溜め込まないところがいいのかなと思います。」と語り、落ち込んでいるときは三田がいつも慰めてくれるという。里菜は「いつも幸せそうに笑っているので、こっちも明るくなります。」と話した[9]。
- グループについて「曲に合わせた表情などの表現の仕方、歌い方や踊り方など自分たちの思いを届けるパフォーマンスに注目してね！」とアピールした[10]。
- 藤田の歌について、楽曲「なりたいガール」を提供したONIGAWARAの2人は次のようにコメントしている。「品があるけど上品すぎない、親しみやすいんだけど上品って感じですね。品性があってかわいらしい声って、あんまりないからいい声だなって思いました」（斉藤伸也）、「（「鳴りやまない」をすごいノリノリでやってくれるなど）非常にユーモアがあって面白かったです（笑）」（竹内サティフォ）[11]。
- 2021年5月2日、Zepp Tokyoにて開催した無観客配信ライブ「CROWN POP STYLE」の最後のMCで「あっという間にライブが過ぎてしまって、すごい楽しかったけど、やっぱりポッパーさんがここにいたらもっともっと楽しいんだろうなと思ったら本当に悔しいし、絶対リベンジしたいというみんなと同じ気持ちでいます。コロナで結構1人の時間が増えたり、孤独になったり、寂しかったり、私もするから皆もすると思うけど、皆は絶対に1人じゃない。私がいるので。あと私たちCROWN POPのメンバー5人がいるので。だからずっとそれを心に留めながら、前を向けない世の中かもしれないけど、前を向きながら明るい未来を信じて生きていこう一緒に。という気持ちでいます。これからもこの5人でポッパーさんと一緒にキラキラした未来を見たいと思っています。」とカメラの向こうに呼びかけた[12]。
- 藤田愛理フィーチャーソング「未来」がアルバム『LIFE』〈is beautiful盤〉に収録されている。
- 2022年に発売されたムック本『横浜LOVEWalker 2022』での企画「横浜No.1アイドルを探せ!!」の読者投票で優勝し「横浜LOVEアイドル2022」に選ばれた[13]。以後、「横浜LOVEアイドル2022」として「横浜LOVEWalker」のYouTube番組[14]やwebコラム[15]などに出演した。
- 2024年8月26日、約7年間所属していたスターダストプロモーションを同年8月末をもって退所、芸能活動を終了することをX（旧 Twitter）にて表明した[16]。これまでの活動に感謝を綴ると共に、新たに自分のやりたいことを見つけたので芸能活動を終了する旨の表明がなされた。

## 略歴
- 2017年12月4日、新メンバーオーディションに合格して、CROWN POPに加入
- 2018年1月28日、秋葉原ZESTで開催の「CROWN POP新体制お披露目公演」にて初お披露目
- 2018年5月27日、初の生誕祭「OKANMURI祭2018～Real×Airi～」を開催
- 2018年7月28日、埼玉・メットライフドームにて開催された「夏S 2018 ももクロトリビュート 〜みんなで10周年をお祝いしちゃうぞ！〜」で、高身長ユニット「GIANTS HORSE」に参加[17]。
- 2019年5月26日、錦糸町rebirthにて「CROWN POP生誕ソロミッション〜藤田愛理のソロみが深い〜」を開催。カバー曲含め12曲を披露。同グループの三田美吹と里菜がゲスト出演した。
- 2021年6月5日、Yokohama Bay Hallにて「CROWN POP BOMB×2〜藤田愛理生誕祭2021〜」を開催。
- 2022年6月4日、LIQUIDROOMにて「CROWN POP BIRTHDAY!～ダイダイダイスキDD大集合～」藤田愛理生誕祭を開催[18]。
- 2022年7月31日、「横浜LOVEWalker 2022」の読者投票で優勝し「横浜LOVEアイドル2022」に選ばれる[13]。
- 2022年10月13日、神奈川県警察から「神奈川県警防犯大使」に委嘱される[19]。
- 2024年8月8日、所属していたCROWN POPが解散した[20]。
- 2024年8月26日、約7年間所属していたスターダストプロモーションを同年8月末をもって退所、芸能活動を終了することをX（旧 Twitter）にて表明した[16]。
- 2024年8月31日、この日をもってスターダストプロモーションを退所し芸能活動を終了した。

## 出演

### テレビ番組
- 『ワイドナショー』(2018年8月12日、2021年5月23日、フジテレビ)
- 『コアラモード.小幡康裕のガチンコスターダストプラネット』（#77 2022年5月10日、フジテレビNEXT）

### 雑誌
- 『I LOVE 東京ディズニーリゾート 2020』（講談社）
- 『横浜LOVEWalker 2022』（2022年3月22日、KADOKAWA）[21]
  - 「横浜No.1アイドルを探せ!!」の読者投票で優勝し「横浜LOVEアイドル2022」に選ばれる[13]。
  - 以後、「横浜LOVEアイドル2022」として「横浜LOVEWalker」のYouTube番組[14]やwebコラム[15]などに出演した。

### WEB
- アメフラっシ Official Channel「ゆづはなの『ゆづ tube』#25」（2021年6月10日、YouTube） - 市川優月・小島はなと共演[22]
- 柚姫の部屋（2021年11月1日、YouTube）

### その他
- 第5回 ももいろ歌合戦（2021年12月31日、日本武道館） - 最強アイドルメドレー2021に出演
- 神奈川県警防犯大使（2022年 - 2023年）[23][24]